# Monteux
Monteux este o comună în departamentul Vaucluse din sud-estul Franței. În 2009 avea o populație de 10.850 de locuitori.

## Evoluția populației
| An        | 1975  | 1982  | 1990  | 1999  | 2006   | 2009   |
| --------- | ----- | ----- | ----- | ----- | ------ | ------ |
| Populație | 6.471 | 7.524 | 8.157 | 9.564 | 10.704 | 10.850 |